# Alameda Juan Sarabia
La Alameda Juan Sarabia es un parque público del centro histórico de San Luis Potosí. Es de similares proporciones a la Alameda Central de la Ciudad de México, pero es 25 metros menos larga y 10 metros menos ancha.
Está delimitada, al norte, por la calle Manuel José Othón; al este, por la calle Juan Sarabia; al sur, por la Avenida Universidad; y al oeste, por la Avenida Constitución.

## Historia

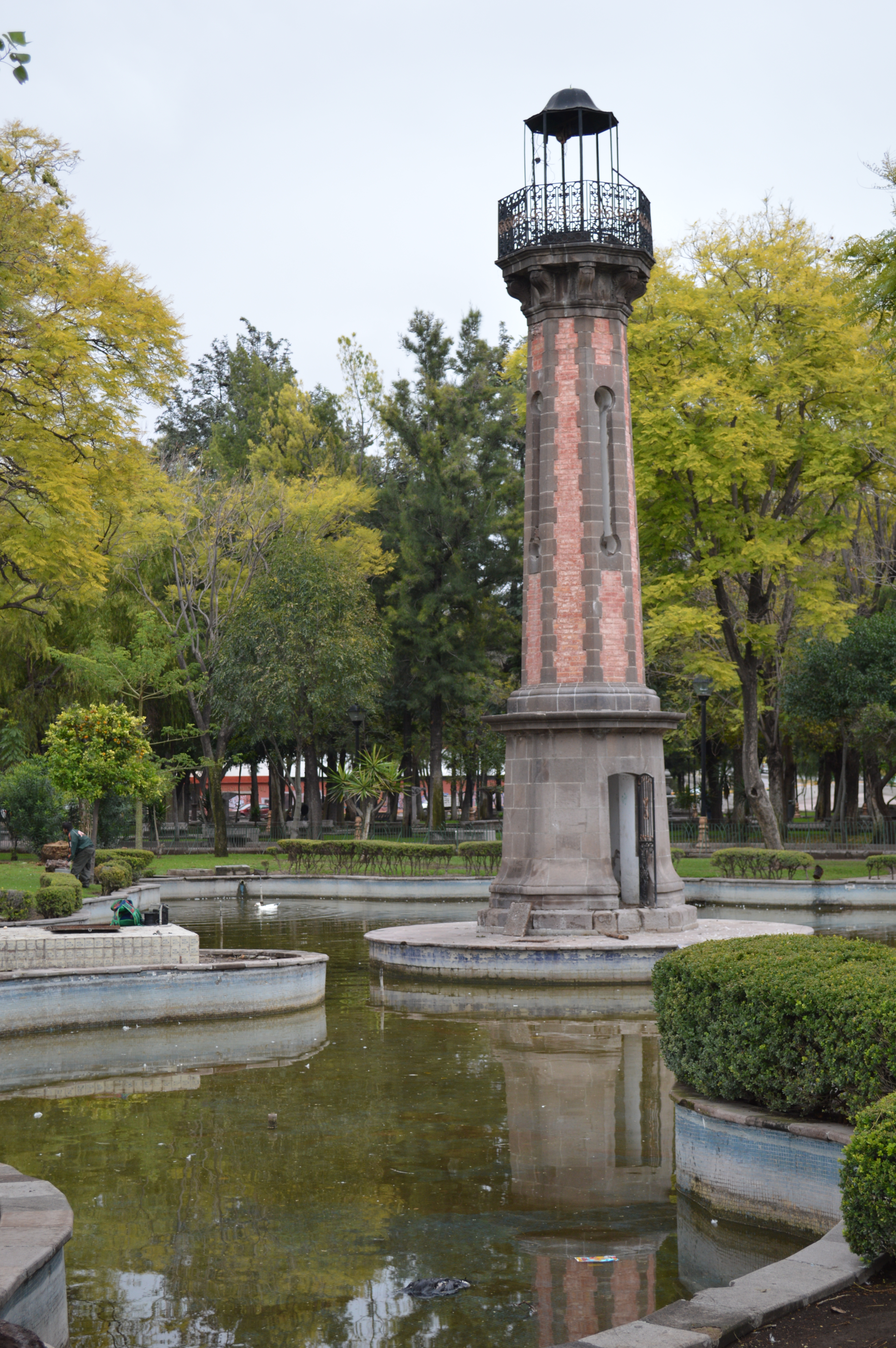
El faro y el lago de los patos.

Originalmente fue la huerta del convento del Carmen. La huerta estaba bardeada y esas bardas perduran por muchos años después, dándole seguridad a los que transitaban por el parque. Dicho convento fue mutilado gracias a las leyes de Reforma en la década de 1850. Desde 1861 el ayuntamiento trató de vender el terreno y desde ahí su historia está ligada con el Barrio del Montecillo. En 1887 cedió parte de su terreno para la construcción de la antigua estación de ferrocarril. La antigua huerta pasó a conocerse como el Paseo de la Constitución. La llegada del ferrocarril impulsó un surgimiento en actividad cultural y la edificación de muchos hoteles.
Una estatua de Miguel Hidalgo y Costilla, obra de Pedro Patiño Ixtolinque, que originalmente se encontraba en la Plaza de Armas fue transferida a la alameda en 1889.
En 1910 se construyeron el faro y el lago de los patos. Durante los años 1920 el gobernador Aurelio Manrique de Lara sufrió un atentado mientras daba un discurso desde el quiosco en la alameda. En 1932 fue renombrado en honor al periodista Juan Sarabia. Desde 1932 hasta 1996 existió una estatua llamada La musa del agua pero no se sabe que paso con ella. Después al norte de la alameda se construyó una nueva estación que ahora es el Museo del Ferrocarril Jesús García Corona. El quiosco fue retirado en los años 1940 y no se volvió a reconstruir hasta alrededor de 2010. Durante los años 1940 fue sede de una gran feria que tenía exposiciones sobre la ganadería, la agricultura, el comercio y eventos deportivos. Hay evidencia de que también llegó haber un zoológico en la alameda. Recién se ha contemplado convertir la alameda en un zoco. Alrededor de 2017 fue donado un ahuehuete de Dolores Hidalgo.
En 2021 el ayuntamiento anunció que renovará la alameda como parte de un esfuerzo en detener el crimen. Ya que la alameda es considerada el pulmón de la ciudad, se señala la importancia de mejorar su estado. Las bancas están deterioradas, en los corredores peatonales faltan piezas del piso, los monumentos están vandalizados y por el robo de cables hace falta iluminación.
También se ha indicado un interés por priorizar los peatones, en especial quitar los puentes peatonales que se han vuelto obsoletas para crear más espacios para el recreo. Los especialistas mencionaron a la Plaza del Carmen y la Plaza Fundadores como ejemplos de no seguir ya que sin bancas no son lugares adecuados para el descanso.

## Entorno
La Alameda Juan Sarabia se encuentra rodeada de edificios de relevancia histórica y cultural. En el poniente se encuentran el Templo de Nuestra Señora del Carmen, el Museo del Virreinato, el Teatro de la Paz y la Cineteca Alameda. En el sur se ubican el Instituto Potosino de Bellas Artes, el Centro de Difusión Cultural Raúl Gamboa y el Templo de San José. En el oriente se localiza la antigua estación de ferrocarril y el norte la nueva estación de ferrocarril, ahora Museo del Ferrocarril Jesús García Corona. 